# Francis Varis
Francis Varis (* 4. Februar 1957 in Clamart) ist ein französischer Akkordeonist, der sich am Gypsy-Jazz orientiert.
Varis absolvierte ein musikwissenschaftliches Studium in Paris. 1983 legte er mit Dominique Cravic das Album Cordes et lames vor; im selben Jahr ging er mit Tal Farlow auf Tournee, später mit der brasilianischen Sängerin Nazaré Pereira, 1986 mit Lee Konitz (Medium Rare). In den 1990er Jahren tourte er mit Paris-Musette in Japan und Kanada. Gemeinsam mit Jacques Bolognesi leitet er die gemeinsame Gruppe BoloVaris, mit der er 1994 ein Album vorlegte. Er ist auch auf Alben von Chantalle Grimm, von Patrick Saussois, Romane (Acoustic spirit), Georges Moustaki (Olympia 2000) und mit Les Primitifs du futur zu hören.